# لينا هيدلاند
لينا هيدلاند (بالسويدية: Lina Hedlund)‏ هي مغنية ومقدمة تلفزيونية وممثلة سويدية، ولدت في 28 مارس 1978 في Bollnäs ‏ في السويد.

## وصلات خارجية
- لينا هيدلاند على موقع IMDb (الإنجليزية)
- لينا هيدلاند على موقع ميوزك برينز (الإنجليزية)
- لينا هيدلاند على موقع قاعدة بيانات الأفلام السويدية (السويدية)
- لينا هيدلاند على موقع أول ميوزيك (الإنجليزية)
- لينا هيدلاند على موقع ديسكوغز (الإنجليزية)